# Concentrotheca vaughani
Concentrotheca vaughani är en korallart som beskrevs av Stephen D. Cairns 1991. Concentrotheca vaughani ingår i släktet Concentrotheca och familjen Caryophylliidae. IUCN kategoriserar arten globalt som otillräckligt studerad. Inga underarter finns listade i Catalogue of Life.